# Sarah Kemble Knight

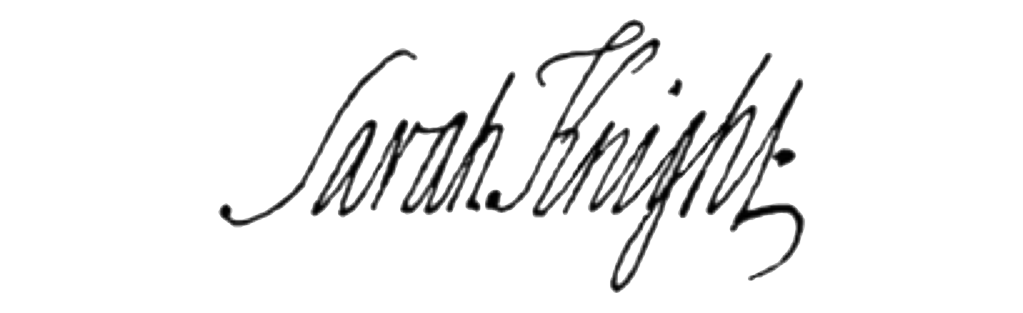
Handtekening van Sarah Kemble Knight

Sarah Kemble Knight (Boston 19 april 1666 - Norwalk - 25 september 1727) was een Amerikaanse lerares en zakenvrouw. Ze is vooral bekend geworden vanwege haar dagboek dat ze tijdens haar reis van Boston naar New York bijhield. 

## Biografie
Sarah Kemble Knight was de dochter van de koopman Thomas Kemble en Elizabeth Trerice. In 1689 trouwde ze met de veel oudere kapitein Richard Knight en ze kregen een dochter, Elizabeth. In de periode 1704/1705 begon Sarah aan een reis van Boston naar New Haven, waar ze een dagboek over bijhield, dat pas in 1825 voor het eerst werd gepubliceerd door Theodore Dwight onder de titel The Journal of Madam Knight. Sindsdien is het verschillende malen herdrukt en van aanvullende biografieën voorzien. Het dagboek van Sarah is vooral bekend geworden omdat het zeer ongewoon was dat een vrouw iets dergelijks ondernam en vanwege de levendige en humoristische manier waarop Sarah verslag doet van een oncomfortabele reis.     
Nadat Sarah weduwe was geworden begon ze een school. Een van haar leerlingen was Benjamin Franklin. In 1714 trouwde Sarahs dochter, waarna ze verhuisden naar New London en Sarah haar carrière als zakenvrouw voortzette. Bij haar dood liet Sarah haar dochter een zeer uitgestrekt landgoed na. 
Saerah ligt begraven op Ye Antientist Burial Ground in New London.